# فياتشيسلاف ايفانوف
فياتشيسلاف ايفانوف (بالأوكرانية: Іванов В'ячеслав В'ячеславович)‏ (31 ديسمبر 1987 في أوكرانيا - ) هو لاعب كرة قدم أوكراني في مركز الوسط. لعب مع FC Illichivets-2 Mariupol ‏ وFC Shakhtar-3 Donetsk ‏ وFC Shakhtar-2 Donetsk ‏ وكريمين كريمنشوك ‏ ونادي إيليتشيفيتس ماريوبول.